# Klepeće Selo
Klepeće Selo – wieś w Chorwacji, w żupanii primorsko-gorskiej, w gminie Brod Moravice. W 2011 roku liczyła 4 mieszkańców.